# Karikázó
 (février 2021).
Si vous disposez d'ouvrages ou d'articles de référence ou si vous connaissez des sites web de qualité traitant du thème abordé ici, merci de compléter l'article en donnant les références utiles à sa vérifiabilité et en les liant à la section « Notes et références ».

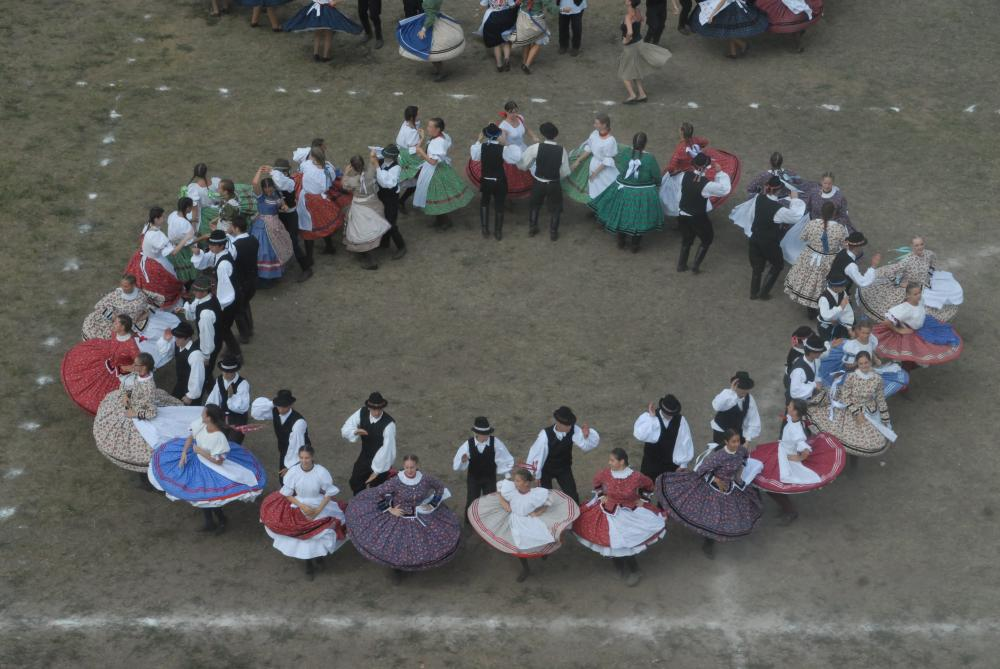
Karikázó.

Littéralement « faiseuse de cercle », le karikázó est une danse hongroise traditionnelle typiquement dansée par des femmes. Elle est apparentée à la leánytánc.
C'est une danse en cercle (karika se traduit par « anneau », « bague » ). Ces danses sont exécutées sans musique et accompagnées par des chants folkloriques. Les danseurs tiennent les mains de leurs voisins en se croisant les bras.